# 動物玩玩樂園
《動物玩玩樂園》（英語：The Busy World of Richard Scarry）是兒童電視節目動畫，由CINAR動畫（現為WildBrain，曾為Cookie Jar Group和DHX媒體）與法國動畫聯同派拉蒙電視聯合制作，並由1994年開始首先在Showtime電視網播放，後來於尼克兒童頻道播放直至1997年結束，一共65集。 電視節目基於理查德·斯凱里所畫及所寫的書籍。